# Грета Стівенсон
Грета Стівенсон (англ. Greta Stevenson; 10 червня 1911 — 18 грудня 1990) — новозеландський ботанік та міколог.

## Біографія
Грета Стівенсон народилася 10 червня 1911 року в місті Окленд у Новій Зеландії в родині підприємця Вільяма Стівенсона та Грейс Мері Скотт. У 1914 році родина Стівенсонів переїхала у Данідін. З 1925 до 1928 року Грета навчалася у Коледжі Колумба, у 1929 році поступила в Університет Отаго. У 1932 році Стівенсон завершила навчання в Університет Отаго зі ступенем бакалавра, у 1933 році отримала ступінь магістра. Її дисертація була присвячена життєвому циклу рослин-паразитів Korthalsella. Згодом Стівенсон переїхала у Лондон та почала навчатися в Імперському коледжі, де отримала ступінь доктора філософії з мікології та фітопатології. У 1936 році Грета вийшла заміж за інженера-хіміка Едгара Коуна. Згодом Стівенсон повернулася до Нової Зеландії та деякий час працювала мікробіологом ґрунтів у Департаменті наукових та індустріальних досліджень. Також вона викладала у декількох середніх школах. У 1986 році вона знову перебралася до Лондону. Грета Стівенсон-Коун померла 18 грудня 1990 року в Лондоні.

## Дослідження в галузі мікології
Стівенсон опублікувалав три книги про папороті та гриби, всі з яких були проілюстровані власними малюнками. Вона відома також своєю п'ятисерійним виданням Agaricales Нової Зеландії, опублікованим у Kew Bulletin з 1962 до 1964 року, в якому вона описала понад 100 нових видів. Стівенсон створила історично важливу приватну колекцію грибів Нової Зеландії разом із Грейс Мері тейлор та Барбарою Сегедін, яка стала основою «New Zealand Fungarium».

## Види грибів, названі на честь Г. Стівенсон
- Collybia stevensoniae E.Horak, 1971, nom. nov. [syn.  Gymnopus readii (G.Stev.) J.L.Mata, 2006]
- Entoloma stevensoniae E.Horak, 1980, nom. nov.
- Hygrocybe stevensoniae T.W.May & A.E.Wood, 1995, nom. nov.